# 琴稲妻佳弘
琴稲妻 佳弘（こといなずま よしひろ、1962年（昭和37年）4月26日 - ）は、群馬県利根郡みなかみ町（旧利根郡新治村）出身（のちに協会発表の出身地を沼田市に変更）で佐渡ヶ嶽部屋に所属した元大相撲力士。本名は田村 昌浩（たむら よしひろ）。現在は年寄・粂川。最高位は東小結（1995年（平成7年）11月場所）。現役時代の体格は181cm、137kg。得意手は突き、押し、右四つ、寄り、上手投げ、肩透かし。地味ながら、巧さの光る相撲で長く活躍した。通称は「ピヨ」。

## 来歴
新治村立新治中学校時代、当時活躍していた同郷の関脇・栃赤城に憧れ「あのようになりたい」と言っていたところ、佐渡ヶ嶽（元横綱・琴櫻）に誘われて卒業後に佐渡ヶ嶽部屋に入門し、1978年（昭和53年）3月場所、初土俵を踏んだ。四股名は第7代横綱・稲妻雷五郎に因んだものである。
素質にはあまり恵まれていなかったが稽古熱心でそれを補い、1985年（昭和60年）5月場所で十両昇進、1987年（昭和62年）11月場所で新入幕を果たす。稽古場では厳しく後輩達を鍛え上げ、鬼軍曹と恐れられた。
入幕後しばらくは幕内中位で相撲を取ることが多かったが、1993年（平成5年）頃から攻めに巧さが加わるようになった。そして1994年（平成6年）9月場所では、優勝争いをしていた大関・貴ノ浪と同・若ノ花を連破して8勝7敗と勝ち越し、初の三賞となる殊勲賞を受賞。さらに1995年（平成7年）9月場所では、西前頭筆頭で大関・若乃花を破るなどして9勝6敗と勝ち越して敢闘賞を受賞し、翌11月場所、番付発表時点で33歳6ヶ月にして初めて小結に昇進した。序ノ口から所要106場所でつかんだ新小結の座だったが、これは、同107場所の玉龍に次いで大相撲史上2位のスロー三役昇進記録であった。同場所初日、全盛期を迎えていた横綱・貴乃花を上手投げで投げ飛ばして周囲を大いに驚かせた。しかし6勝9敗と負け越して、三役経験はこの1場所だけで終わっている。また横綱戦での勝利もこの一度のみであり、金星を獲得できなかった。
同学年の水戸泉・栃乃和歌・三杉里・寺尾とともに長く現役を務めたが、1999年（平成11年）7月場所、西十両5枚目の地位で3勝12敗と大きく負け越したことを機に37歳で引退。現役生活は21年の長きに及んだ。引退当時のインタビューでは、思い出の一番として、前述の貴乃花戦を挙げた。その後は年寄・粂川を襲名し、佐渡ヶ嶽部屋付きの親方として後進の指導に当たり、勝負審判も任務した。
歴代の幕内昇進力士の中で、取的時代に2度7戦全敗を経験したことがある数少ない力士である。横綱・北の湖も序二段時代に全勝を記録し三段目に上がった翌場所は全敗を記録しているが、琴稲妻も下記の成績のように三段目で全勝を記録して幕下に上がった場所は全敗を記録している。
引退後は佐渡ヶ嶽部屋付きの親方として後進の指導をしており、相撲協会では指導普及部で職務を行っている。
2021年1月場所は、新型コロナウイルス感染者が確認された部屋の師匠に代わって審判を務めている。
2022年3月11日、協会は1月27日の役員候補選挙で副理事候補に当選した新任の粂川を選任した。2022年3月30日の職務分掌により、副理事として審判部副部長に就任した。

## 頭髪の薄さに関するエピソード
琴稲妻は若手時代に痛風を患い、その治療の為に服用していた内服薬の副作用により髪の毛が抜け、額が広がってしまったが、それが後年、琴稲妻のトレードマークとされた。
そのことは琴稲妻自身も自覚していると見られ、相撲に対する厳しさとは対照的に、ファンやマスコミとのやり取りにおいては頭髪の事に触れられても「立ち合い頭で当たっている証拠です」と冗談で返答するなど、積極的に“自虐ネタ”として利用していた。
- 九州へ行くと、鹿児島県出身の薩洲洋とよく間違えられたと言うが、薩洲洋も髪が薄く、逆に群馬に行くと琴稲妻と間違われる事があったと言う[7]。
- 新小結の記者会見で、当時の師匠が琴稲妻の小さな髷を指して「これが本当の小結だ」と発言して記者の笑いを誘った。
- 「月刊相撲」における、支度部屋でのコメントを題材にした記事によると、自身の髷結いを担当する床山には、髷結いの最中に頭髪が抜けたら1本あたり1000円の罰金を科していたとされる。しかし、実際にこれを徴収した事実は確認されていない。
- 1999年2月8日に東京体育館で行われた「力士会大運動会」の二人三脚に夫人と共に参加した際、ゲストの松村邦洋に競技前のインタビューで「断髪式ではなくて、植毛式にしてみませんか。」との“提案”を受け、夫人共々失笑する様子が「月刊相撲」で掲載された。
- 引退直後の取材陣に長く現役を務める事ができた秘訣を尋ねられた折には、照れくさそうに自身の頭をなでながら「怪我（毛が）無かったことですかねえ」と嬉しそうに答え、周囲を爆笑させたこともあった。
- 断髪式では髷に鋏を入れずにチョンと鳴らすだけという参列者が多かったとされる。一門年寄代表として参列した間垣親方（元横綱・2代若乃花）には「おい、切る髪がないぞ」と言われて苦笑する一幕もあったという。

## 主な成績
- 通算成績：752勝802敗30休 勝率.484
- 幕内成績：405勝480敗15休 勝率.458
- 現役在位：128場所
- 幕内在位：60場所
- 三役在位：1場所 (小結1場所)
- 三賞：2回
  - 殊勲賞：1回（1994年9月場所）
  - 敢闘賞：1回（1995年9月場所）
- 金星：なし

### 場所別成績
| | 一月場所 初場所（東京） | 三月場所 春場所（大阪） | 五月場所 夏場所（東京） | 七月場所 名古屋場所（愛知） | 九月場所 秋場所（東京） | 十一月場所 九州場所（福岡） |
| --- | ----------------------- | ----------------------- | ----------------------- | --------------------------- | ----------------------- | --------------------------- |
| 1978年 （昭和53年） | x                       | （前相撲）              | 西序ノ口19枚目 5–2      | 西序二段58枚目 5–2          | 東序二段20枚目 1–6      | 東序二段60枚目 4–3          |
| 1979年 （昭和54年） | 西序二段43枚目 4–3      | 東序二段21枚目 5–2      | 東三段目84枚目 4–3      | 西三段目67枚目 3–4          | 東三段目80枚目 7–0      | 東幕下60枚目 0–7            |
| 1980年 （昭和55年） | 東三段目30枚目 3–4      | 西三段目43枚目 2–5      | 西三段目71枚目 4–3      | 西三段目58枚目 5–2          | 西三段目26枚目 2–5      | 西三段目49枚目 4–3          |
| 1981年 （昭和56年） | 西三段目32枚目 5–2      | 東三段目8枚目 5–2       | 西幕下47枚目 4–3        | 東幕下34枚目 4–3            | 東幕下25枚目 0–7        | 東幕下55枚目 6–1            |
| 1982年 （昭和57年） | 東幕下26枚目 5–2        | 西幕下14枚目 3–4        | 西幕下22枚目 2–5        | 東幕下49枚目 4–3            | 東幕下36枚目 4–3        | 西幕下27枚目 4–3            |
| 1983年 （昭和58年） | 西幕下19枚目 2–5        | 西幕下38枚目 5–2        | 西幕下21枚目 4–3        | 西幕下14枚目 2–5            | 東幕下29枚目 5–2        | 西幕下17枚目 2–5            |
| 1984年 （昭和59年） | 西幕下32枚目 3–4        | 東幕下42枚目 4–3        | 東幕下32枚目 4–3        | 東幕下22枚目 4–3            | 西幕下15枚目 3–4        | 西幕下23枚目 6–1            |
| 1985年 （昭和60年） | 東幕下8枚目 4–3         | 東幕下4枚目 5–2         | 西十両13枚目 8–7        | 東十両8枚目 8–7             | 西十両6枚目 5–10        | 東十両12枚目 9–6            |
| 1986年 （昭和61年） | 西十両7枚目 6–9         | 西十両11枚目 7–8        | 東十両13枚目 9–6        | 東十両8枚目 6–9             | 東十両11枚目 9–6        | 東十両7枚目 8–7             |
| 1987年 （昭和62年） | 東十両4枚目 8–7         | 西十両筆頭 8–7          | 東十両筆頭 5–10         | 西十両6枚目 9–6             | 西十両2枚目 10–5        | 東前頭12枚目 8–7            |
| 1988年 （昭和63年） | 西前頭11枚目 6–9        | 西十両2枚目 8–7         | 西十両筆頭 9–6          | 東前頭14枚目 8–7            | 東前頭10枚目 8–7        | 西前頭5枚目 5–10            |
| 1989年 （平成元年） | 西前頭9枚目 9–6         | 西前頭3枚目 6–9         | 西前頭6枚目 6–9         | 東前頭10枚目 8–7            | 東前頭8枚目 7–8         | 西前頭9枚目 8–7             |
| 1990年 （平成2年） | 西前頭3枚目 5–10        | 東前頭9枚目 8–7         | 東前頭3枚目 4–11        | 東前頭12枚目 8–7            | 東前頭10枚目 8–7        | 東前頭5枚目 6–9             |
| 1991年 （平成3年） | 東前頭9枚目 3–5–7       | 東十両3枚目 休場 0–0–15 | 東十両3枚目 10–5        | 東前頭15枚目 8–7            | 東前頭12枚目 7–8        | 西前頭14枚目 7–8            |
| 1992年 （平成4年） | 東前頭16枚目 8–7        | 西前頭12枚目 3–4–8      | 西十両4枚目 6–9         | 東十両6枚目 11–4            | 西前頭15枚目 8–7        | 西前頭10枚目 7–8            |
| 1993年 （平成5年） | 東前頭12枚目 9–6        | 東前頭8枚目 6–9         | 西前頭12枚目 8–7        | 西前頭8枚目 5–10            | 西前頭12枚目 9–6        | 東前頭9枚目 6–9             |
| 1994年 （平成6年） | 西前頭12枚目 8–7        | 東前頭8枚目 6–9         | 東前頭13枚目 8–7        | 東前頭10枚目 8–7            | 東前頭5枚目 8–7 殊      | 東前頭筆頭 5–10             |
| 1995年 （平成7年） | 東前頭5枚目 5–10        | 西前頭9枚目 6–9         | 東前頭14枚目 9–6        | 西前頭9枚目 8–7             | 西前頭筆頭 9–6 敢       | 東小結 6–9                  |
| 1996年 （平成8年） | 西前頭2枚目 2–13        | 東前頭13枚目 9–6        | 西前頭6枚目 7–8         | 東前頭7枚目 8–7             | 西前頭2枚目 4–11        | 西前頭6枚目 5–10            |
| 1997年 （平成9年） | 西前頭12枚目 8–7        | 西前頭7枚目 7–8         | 西前頭8枚目 8–7         | 西前頭2枚目 5–10            | 西前頭5枚目 6–9         | 西前頭6枚目 5–10            |
| 1998年 （平成10年） | 西前頭11枚目 8–7        | 東前頭10枚目 6–9        | 西前頭14枚目 8–7        | 西前頭12枚目 7–8            | 東前頭14枚目 4–11       | 西十両3枚目 6–9             |
| 1999年 （平成11年） | 東十両7枚目 5–10        | 西十両12枚目 9–6        | 東十両8枚目 8–7         | 西十両5枚目 引退 3–12–0     | x                       | x                           |
| 各欄の数字は、「勝ち-負け-休場」を示す。 優勝 引退 休場 十両 幕下 三賞：敢=敢闘賞、殊=殊勲賞、技=技能賞 その他：★=金星 番付階級：幕内 - 十両 - 幕下 - 三段目 - 序二段 - 序ノ口 幕内序列：横綱 - 大関 - 関脇 - 小結 - 前頭（「#数字」は各位内の序列） |                         |                         |                         |                             |                         |                             |

### 幕内対戦成績
| 蒼樹山     | 5    | 6    | 安芸乃島 | 7  | 5     | 安芸ノ州 | 1  | 3  | 曙       | 1    | 4     |  |  |  |
| 朝潮       | 1    | 0    | 朝乃翔   | 7  | 7     | 朝乃若   | 9  | 5  | 旭里     | 2    | 1     |  |  |  |
| 旭富士     | 0    | 2    | 旭豊     | 5  | 6     | 板井     | 5  | 5  | 恵那櫻   | 6    | 10(1) |  |  |  |
| 巨砲       | 5    | 7    | 大乃国   | 0  | 1     | 大若松   | 1  | 1  | 小城錦   | 3    | 8     |  |  |  |
| 小城ノ花   | 7    | 6    | 魁皇     | 1  | 8     | 海鵬     | 2  | 1  | 春日富士 | 13   | 13    |  |  |  |
| 巌雄       | 6    | 7    | 北勝鬨   | 13 | 14    | 騏ノ嵐   | 1  | 3  | 旭豪山   | 3    | 0     |  |  |  |
| 旭鷲山     | 3    | 2    | 旭天鵬   | 1  | 2     | 旭道山   | 9  | 10 | 鬼雷砲   | 5    | 4     |  |  |  |
| 霧島       | 7    | 6    | 起利錦   | 4  | 3     | 麒麟児   | 1  | 0  | 金開山   | 0    | 1     |  |  |  |
| 久島海     | 5    | 8(1) | 剣晃     | 5  | 6     | 高望山   | 7  | 2  | 五城楼   | 1    | 3     |  |  |  |
| 小錦       | 8    | 6    | 逆鉾     | 1  | 7     | 薩洲洋   | 4  | 5  | 敷島     | 4    | 5     |  |  |  |
| 陣岳       | 6    | 2    | 大輝煌   | 0  | 1     | 大至     | 3  | 6  | 太寿山   | 3    | 5     |  |  |  |
| 大翔鳳     | 8    | 5    | 大翔山   | 4  | 7     | 大善     | 5  | 4  | 大徹     | 3    | 2     |  |  |  |
| 大飛翔     | 1    | 1    | 貴闘力   | 6  | 11    | 貴ノ浪   | 4  | 11 | 貴乃花   | 2    | 9     |  |  |  |
| 孝乃富士   | 7    | 6    | 隆三杉   | 10 | 12(1) | 多賀竜   | 4  | 4  | 立洸     | 2    | 1     |  |  |  |
| 玉海力     | 4    | 3    | 玉春日   | 0  | 4     | 玉龍     | 3  | 0  | 千代大海 | 1    | 1     |  |  |  |
| 千代の富士 | 0    | 3    | 常の山   | 1  | 0     | 出島     | 0  | 3  | 寺尾     | 9    | 9     |  |  |  |
| 出羽嵐     | 0    | 1    | 出羽の花 | 0  | 2     | 闘牙     | 1  | 1  | 闘竜     | 0    | 2     |  |  |  |
| 時津海     | 0    | 1    | 時津洋   | 5  | 5     | 土佐ノ海 | 0  | 3  | 栃東     | 1    | 2     |  |  |  |
| 栃司       | 3(1) | 5    | 栃乃和歌 | 7  | 10    | 巴富士   | 5  | 2  | 智乃花   | 1    | 3     |  |  |  |
| 豊ノ海     | 7    | 8    | 浪之花   | 3  | 1     | 南海龍   | 0  | 3  | 花乃湖   | 1    | 0     |  |  |  |
| 花ノ国     | 3    | 5    | 濱ノ嶋   | 7  | 8     | 肥後ノ海 | 9  | 7  | 日立龍   | 1    | 1     |  |  |  |
| 富士乃真   | 3    | 4    | 鳳凰     | 1  | 1     | 北勝海   | 0  | 2  | 舞の海   | 8(1) | 9     |  |  |  |
| 前乃臻     | 1    | 0    | 益荒雄   | 1  | 1     | 三杉里   | 14 | 6  | 水戸泉   | 13   | 14    |  |  |  |
| 湊富士     | 10   | 4    | 武蔵丸   | 0  | 7     | 武双山   | 2  | 6  | 大和     | 1    | 2     |  |  |  |
| 力櫻       | 2    | 2    | 両国     | 4  | 5     | 若翔洋   | 6  | 6  | 若瀬川   | 3    | 7     |  |  |  |
| 若の里     | 0    | 1    | 若ノ城   | 3  | 3     | 若乃花   | 4  | 9  | 和歌乃山 | 0    | 1     |  |  |  |

## 改名歴
- 田村 昌浩（たむら よしひろ）1978年3月場所（※前相撲のみ）
- 琴稲妻 昌浩（こといなずま -）1978年5月場所-1985年9月場所
- 琴稲妻 佳弘（同上）1985年11月場所-1999年7月場所

## 年寄変遷
- 粂川 佳弘（くめがわ よしひろ）1999年7月-